# Cicindela aurofasciata
Cicindela aurofasciata - owad z rzędu chrząszczy występujący w Indiach. Na ciemnych pokrywach znajdują się żółte plamy tworzące krzyż. Cicindela aurofasciata jest chrząszczem drapieżnym.